# 520 West 28th Street
520 West 28th Street, también conocido como Zaha Hadid Building, es un edificio neofuturista situado en Nueva York, adyacente al parque de la High Line. Diseñado por la arquitecta Zaha Hadid, fue su único proyecto residencial en la ciudad, y una de sus últimas obras realizadas antes de su fallecimiento.

## Diseño
El edificio, con planta en forma de L, presenta motivos geométricos curvilíneos, algo característico en la arquitectura de Zaha Hadid. Los distintos niveles del interior se expresan en las formas entrelazadas de la fachada, realizada a mano en acero. Muchos de los apartamentos cuentan con balcones.